# هربرت گریسون
هربرت گریسون شخصیت معلم دبستان در مجموعه تلویزیونی و کارتونی ساوت پارک است.
این شخصیت کارتونی دارای تمایلات همجنس گرایانه است که در قسمت‌های اول انکار می‌کند ولی در نهایت می‌پذیرد که همجنس گرا است. او در طول این سریال تلویزیونی امریکایی یکبار تغییر جنسیت داده و به خانم گریسون تبدیل می‌شود و در فصل یازده قسمت ششم که اقتباس کمدی از فیلم ضد ایرانی ۳۰۰ است در نقش قهرمان اسپارتی‌ها ظاهر می‌شود و می‌خواهد بار همجنس گرایان را از ایرانی‌هایی که می‌خواهند آن را بخرند و دکوراسیون آن را تغییر دهند، نجات دهد.

هربرت گریسون در زمانی که تغییر جنسیت داده بود لزبین می‌شود.
وی در نهایت تصمیم می‌گیرد که دوباره تغییر جنسیت داده و مرد شود.
هربرت در قسمت‌های اول سریال، یک عروسک دستی به نام آقای کلاه دارد که تمایلات همجنسگرایانه و نژادپرستانه خود را به این عروسک دستی نسبت می‌دهد.

گریسون پیروان تمام مذاهب و ادیان به جز کاتولیک را کافر می‌داند و در قسمت ۱۵ از فصل ۳ به نام مستر هنکی کلاسیک کریسمس، سرودی بسیار توهین‌آمیز در رابطه با آن‌ها می خواند.